# 2020年東京パラリンピックの開会式
2020年東京パラリンピックの開会式（2020ねんとうきょうパラリンピックのかいかいしき、英語: 2020 Summer Paralympics opening ceremony）は、2021年（令和3年）8月24日（火曜日）20時から約3時間、オリンピックスタジアム（国立競技場）で行われた東京2020パラリンピック競技大会の開会式。式典はパラリンピック憲章に従って行われる。

## 概要

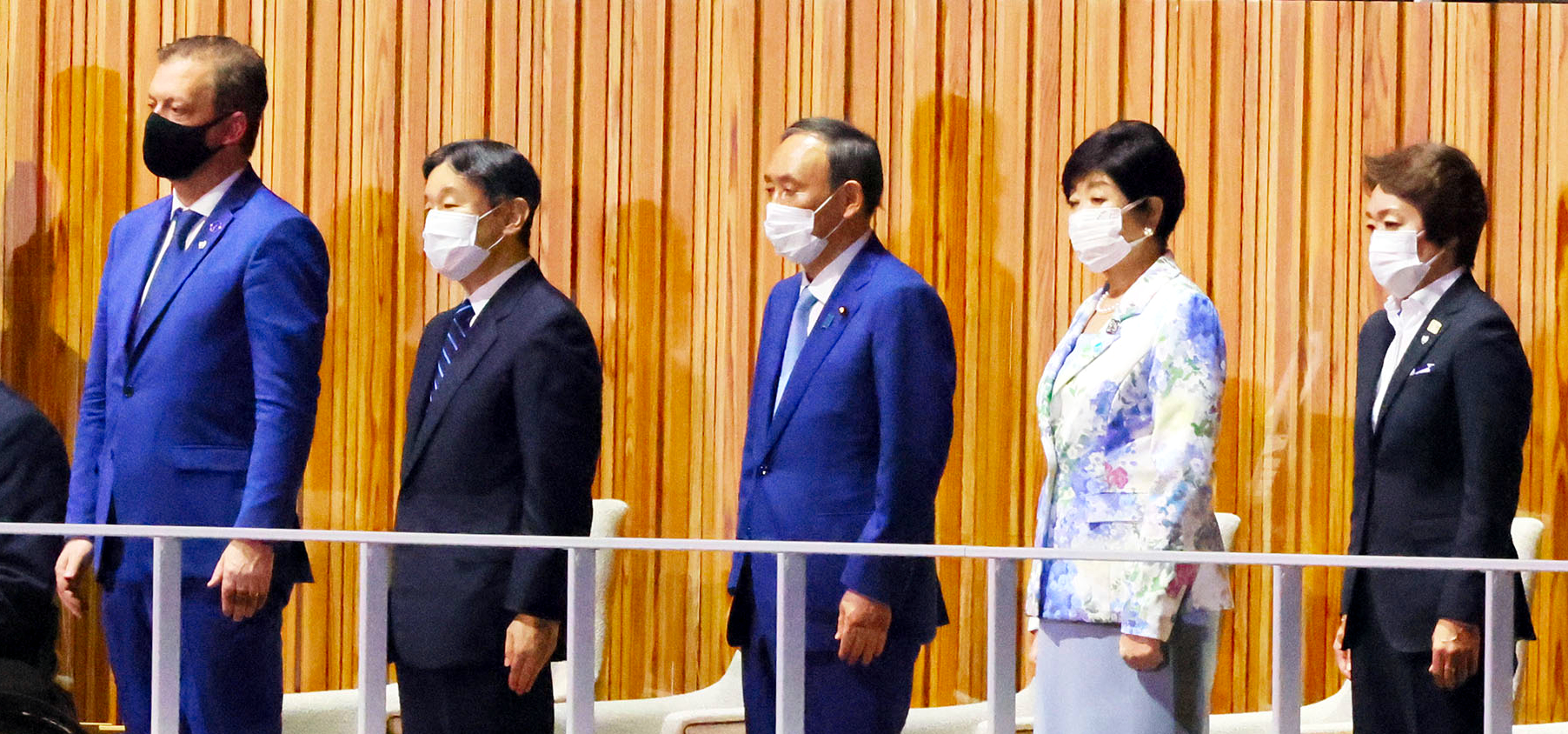
今上天皇（左から2人目）、内閣総理大臣菅義偉（中央）、東京都知事小池百合子（右から2人目）、国際パラリンピック委員会会長アンドリュー・パーソンズ（左端）、東京オリンピック・パラリンピック競技大会組織委員会会長橋本聖子（右端）（2021年8月24日、国立競技場にて）

開会式のコンセプトは“WE HAVE WINGS”。演出はウォーリー木下。
当初は2020年8月25日に予定していたが、新型コロナウイルス感染症（COVID-19）の世界的流行に伴い、1年延期となったため上記日程となった。東京都のCOVID-19流行拡大による緊急事態宣言再延長を受け、無観客で開催。場内アナウンスは五輪に続き日本語が関野浩之、英語が東海林舞が務めた。

## 当日の進行

### オープニングアクト
開会式はフィールドを空港に見立てた「パラ・エアポート」を舞台に繰り広げられる。管制官役の滝川英治のホイッスル を合図に、そこで働く100人のクルーがカウントダウンパフォーマンスを繰り広げる。クルー役はオーディションで選ばれ、タレントのはるな愛、手話エンターテイメント発信団oioiのユニット「ザ・オイオイズ」もオーディションで選ばれたメンバーに含まれている。

### 国旗入場・国歌斉唱
オープニング映像のあと天皇が御臨場されたのち、辻井伸行のピアノ演奏に合わせてアイススレッジスピードレース選手・マセソン美季、4大会連続メダル獲得のパラ陸上選手・尾崎峰穂、パラバドミントン選手・今井大湧、元レスリング選手でオリンピック4大会連続金メダル獲得の伊調馨がベアラーとなって日本国旗が入場。国歌の独唱は全盲のシンガーソングライター・佐藤ひらりが務めた。

#### 国旗旗手一覧
| 氏名         | 競技・職業                   |
| ------------ | ---------------------------- |
| マセソン美季 | アイススレッジスピードレース |
| 尾崎峰穂     | 陸上                         |
| 今井大湧     | バドミントン                 |
| 湯口英理菜   | 陸上                         |
| 伊調馨       | レスリング                   |
| 朝谷拓海     | 救急救命士                   |

プロジェクションマッピングでパラエアポートの職員がモーターを動かす準備をし、動き出したモーターが作った風で三色のバルーンが国立競技場に入り、スリーアギトスを作った。
その後ムービーが流れ、日本の有名な場所を背景に日本選手が競技をし、競技紹介に入っていった

### 選手入場
プロジェクションマッピングでフィールド上に滑走路が描かれると、空港のアナウンスの後、選手入場が行われた。選手を誘導するアシスタントキャストは伊藤佐智子デザインの衣装を着用した が、キャストの帽子に動くプロペラがデザインされており、SNS上では「タケコプターにしか見えない」などの声が相次いだ。入場時には、フリージャーナリストの徳永啓太のDJプレイが披露された。
入場順はオリンピック開会式同様、2ヶ所に分かれて難民選手団の入場のあと頭文字の五十音順に入場。なお、ニュージーランドの選手は新型コロナウイルスの感染予防対策を理由として開会式に参加しなかったため、国旗のみの行進となった。また政権が崩壊したため、この時点では大会に参加出来なくなっていたアフガニスタンの国旗も国際パラリンピック委員会（IPC）の意向により、特例として入場した。
最後の三番はアメリカ・フランスと続き、開催国である日本の順に入場。

### 「片翼の小さな飛行機」前半
選手入場後は再び「パラ・エアポート」を舞台にしたパフォーマンスに移行（音楽：松本淳一、振付：森山開次、衣装：伊藤佐智子）。
翼が一つしか無い「片翼の小さな飛行機」は、空を飛ぶ勇気がなかなか持てない。そこに現れたのは、翼も機体も小さな飛行機、翼の長い飛行機、一本足でパワフルな飛行機など、様々な障害を持つ飛行機たち。自分たちのやり方で自由に空を飛ぶ彼らを見て空を飛ぶことにチャレンジしようと思うが、なかなか飛び立てない。

### 開会宣言

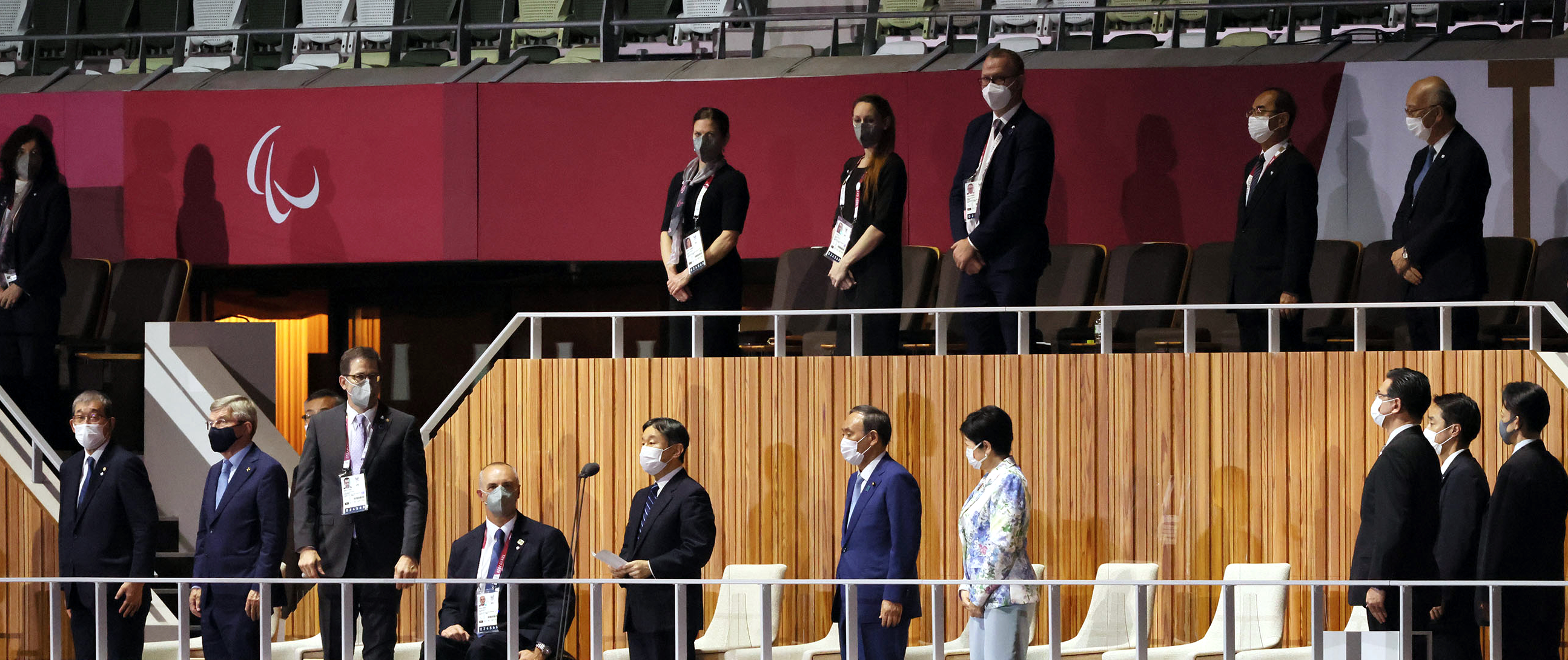
開会宣言を行う今上天皇（前列中央）。車椅子使用者など理由がある者を除き、国際オリンピック委員会会長トーマス・バッハ（前列左から2人目）ら来賓は全員起立している。2020年東京オリンピック開会式では起立しなかった内閣総理大臣菅義偉（前列右から5人目）も起立した（2021年8月24日、国立競技場にて）

大会組織委員会会長橋本聖子、国際パラリンピック委員会（IPC）会長アンドリュー・パーソンズの挨拶に続き、天皇徳仁が開会宣言を行った。

### パラリンピック旗掲揚とパラリンピック賛歌吹奏
パラリンピックシンボル（スリーアギトス）の旗が、蓮沼執太指揮・パラ楽団の演奏、坂本美雨の歌唱による『いきる』が流れる中入場。ベアラーにはパラカヌーの瀬立モニカ、パラ水泳の富田宇宙ら6名が入場。そして、掲揚台に近づくと、世界各地のエッセンシャルワーカーに敬意を表す意味で代表する東京都の8人のワーカーに旗は引き継がれ、掲揚台まで運ばれた後、男女半数ずつの6人の職業自衛官が指揮官とともに受け継ぎ、パラ楽団によるパラリンピック賛歌演奏と同時にパラリンピック旗が掲揚された。なお、パラリンピックシンボルは2019年に改訂されたが、今大会では旧シンボルが使用された。

#### パラリンピック旗旗手一覧
| 氏名                       | 国・地域     | 競技・職業               |
| -------------------------- | ------------ | ------------------------ |
| 瀬立モニカ                 | 日本         | カヌー                   |
| 富田宇宙                   | 日本         | 水泳                     |
| ヨハネス・フロアス         | ドイツ       | 陸上                     |
| リリアナ・ムコブワンカウェ | ルワンダ     | シッティングバレーボール |
| ロレンティア・タン         | シンガポール | 馬術                     |
| ファビオ・トレス           | コロンビア   | パワーリフティング       |

### パラリンピック宣誓
日本選手団主将の国枝慎吾、副主将の浦田理恵が宣誓を行う。

### 「片翼の小さな飛行機」後半
選手宣誓の後、再びパフォーマンスに戻る。なかなか飛び立てずに落ち込む「片翼の小さな飛行機」の目の前に突然、伊藤若冲「樹花鳥獣図屏風」や葛飾北斎「東町祭屋台天井絵 鳳凰」があしらわれたデコトラが現れる。「片翼の小さな飛行機」がトラックの運転台に乗ったALS患者でクリエイターの武藤将胤に向かって悩みを打ち明けると、映画「キル・ビル」のテーマソング『BATTLE WITHOUT HONOR OR HUMANITY』にあわせてトラックの荷台が開き、中から同曲の作曲者である布袋寅泰と、全盲のギタリスト・田川ヒロアキ、車椅子のギタリスト・川崎昭仁、不登校を経験したベーシスト・アヤコノによるロックバンドが登場、ダンサーのパフォーマンスに合わせてオリジナル曲「TSUBASA」を披露した。舞台が暗転すると、曲が布袋のオリジナル曲「HIKARI」に替わり、2016年リオデジャネイロパラリンピックの閉会式にも出演した大前光市・GIMICOらによるダンスパフォーマンスが披露される。
演奏とパフォーマンスに勇気づけられた「片翼の小さな飛行機」は仲間達に励まされ、ついに飛び立つ。

### 聖火点火

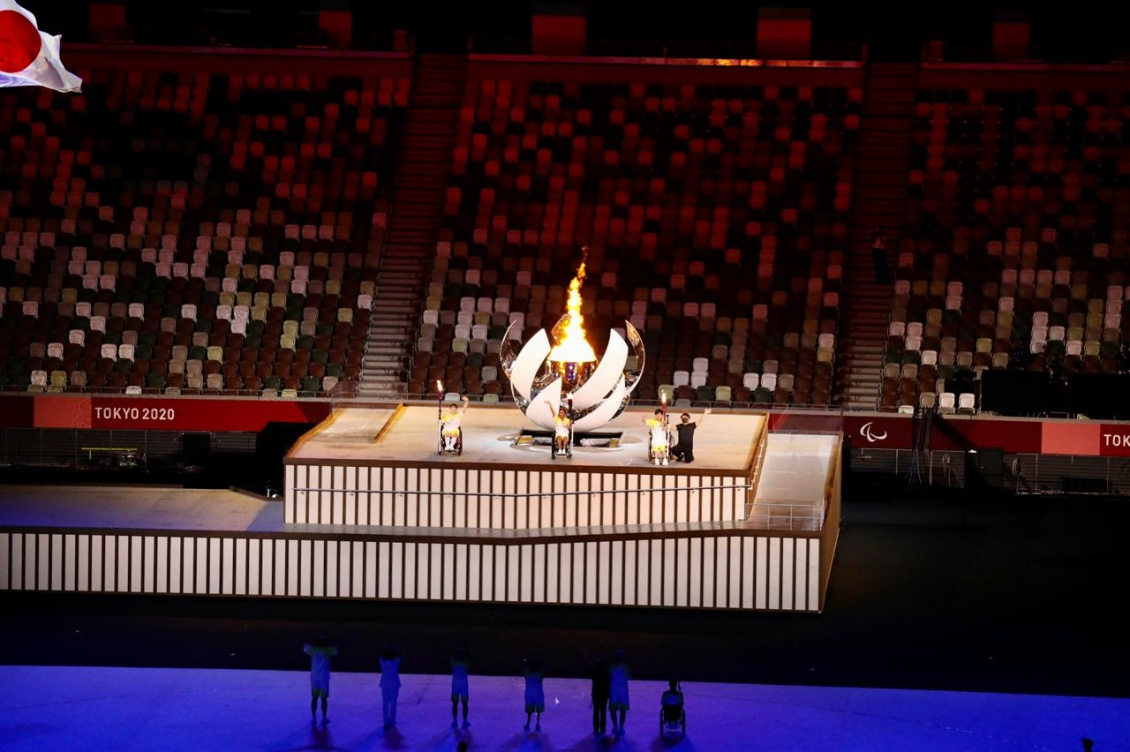
2020年東京パラリンピックの聖火台

聖火リレーの道のりを紹介するムービーが流れた後、森田かずよの火の舞が終わった後画像がぼやけ、聖火に変わった。
スタジアムに入場した聖火はアルペンスキーで10個のメダルを獲得した大日方邦子、1964年東京大会の卓球金メダリストの竹内昌彦、パラ水泳15冠の成田真由美が聖火を持った後、「日本のパラリンピックの父」と称される中村裕の長男・中村太郎、看護師の田村玉美、義肢装具士の臼井二美男に引き継がれ、その後最終点火者として上地結衣（車いすテニス選手）、内田峻介（ボッチャ選手）、森崎可林（パワーリフティング選手）に引き継がれ、五輪と同じ聖火台に点火された。
聖火台は消防法との兼ね合いで大会期間中、オリンピックスタジアムに点火し続けるのは困難との指摘が競技場の建て替え時に東京消防庁からあった。その為、聖火はその後江東区の夢の大橋に移され、2016リオ大会陸上銅メダリスト多川知希が再度点火した。

## 主な出席者

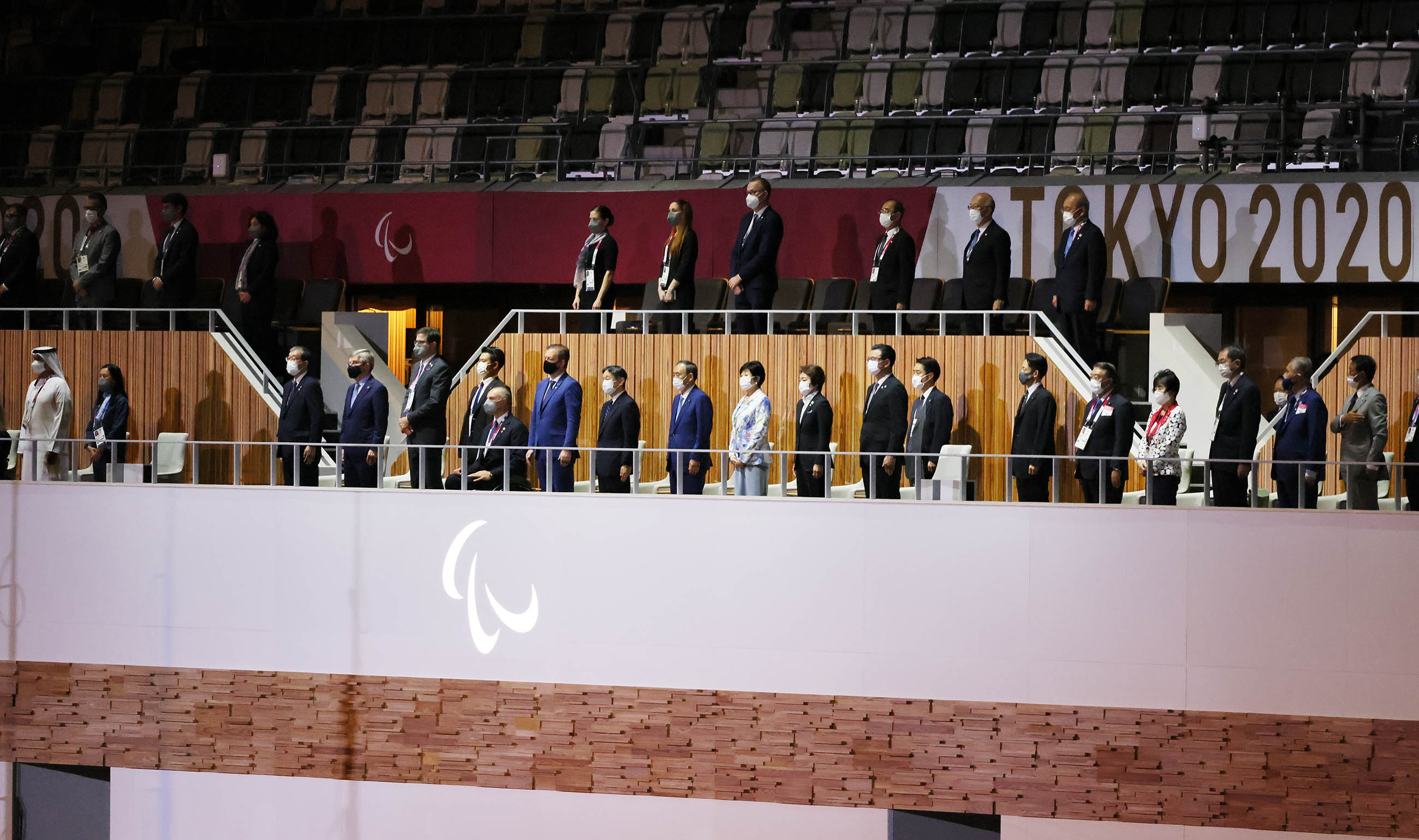
出席した来賓たち（2021年8月24日、国立競技場にて）

### ホスト国
- 日本 – 今上天皇、菅義偉内閣総理大臣、小池百合子東京都知事、橋本聖子東京オリンピック・パラリンピック競技大会組織委員会会長

### 政府代表団
- アメリカ合衆国 – ダグラス・エムホフセカンドジェントルマン

### 国際機関
- 国際オリンピック委員会 – 会長：トーマス・バッハ

## 日本での放送

### テレビ
- NHK総合、NHK Eテレ
  - 実況:中野淳、杉浦友紀
  - Eテレでの手話通訳者:寺澤英弥、戸田康之、鈴木美彩
  - 放送時間:19:58 - 22:53[注釈 6]
- BS4K、BS8K
  - 実況:松田利仁亜、保里小百合
  - 放送時間:19:55 - 23:00（延長オプションあり）

### ラジオ
- NHKラジオ第1
  - 実況：松野靖彦
  - ゲスト：荒井秀樹
  - 放送時間：19:55 - 23:00（予定）

### 視聴率
ビデオリサーチによる開会式の視聴率が8月25日に発表された。
- NHK総合
  - 関東地区の平均世帯視聴率は前半（19:58～21:00）が23.8%、後半（21:30～22:53）が20.4％、個人視聴率は前半が14.4%、後半が11.9%だった[18][19]。瞬間最高視聴率は20時54分頃の入場行進部分で26.0%だった[19]。
  - 各地の平均世帯視聴率は関西地区は17.8％（前半）と15.7％（後半）、名古屋地区は20.0％（前半）、北部九州地区は15.0％（前半）だった[19][20]。
- NHK Eテレ
  - 平均世帯視聴率は関東地区で2.1％、関西地区で2.3％だった[20]。